# Ursus arctos
L'orso bruno (Ursus arctos Linnaeus, 1758), chiamato anche semplicemente orso, è un mammifero appartenente alla famiglia Ursidae, diffuso in gran parte dell'Asia e del Nordamerica, oltre che in Europa, Italia compresa.
Pesa dai 100 ai 700 kg e i suoi membri più grandi contendono all'orso polare il titolo di carnivoro terrestre più grande al mondo. 
Nonostante l'areale dell'orso bruno si sia ristretto e in alcuni luoghi si sia addirittura estinto, esso, con una popolazione totale di circa 200000 esemplari, continua a essere valutato come una specie a basso rischio; i Paesi che comprendono la maggior parte del suo areale sono la Russia, la Cina, gli Stati Uniti (specialmente l'Alaska) e il Canada.
È un animale onnivoro e i pesci costituiscono la sua fonte primaria di carne, anche se sulla terraferma può uccidere facilmente piccoli mammiferi e, talvolta, anche mammiferi più grandi, come i cervi, ma si nutre anche di parti di piante, quali le radici, e di funghi. Gli orsi bruni adulti non hanno timore di scontrarsi con altri predatori carnivori: possono competere da soli con branchi di lupi e grandi felini, scacciandoli spesso dalle prede che questi ultimi hanno ucciso, perché hanno forza e dimensioni tali da non essere predati.

## Tassonomia
Vi è un po' di discussione riguardo alla classificazione degli orsi bruni. Alcuni sistematici hanno individuato circa novanta sottospecie, mentre le recenti analisi del DNA hanno identificato non più di cinque cladi diversi. Le analisi del DNA hanno recentemente rivelato che le sottospecie identificate di orso bruno, sia eurasiatiche che nordamericane, sono geneticamente quasi omogenee e che la loro filogeografia non corrisponde alla loro tassonomia tradizionale. Le sottospecie di orso bruno che sono state classificate sono le seguenti: una di queste (chiamata clade I da Waits et al., quella identificata come U. a. sitkensis da Hall e U. a. dalli da Kurtén) sembra essere più strettamente imparentata con l'orso polare che con altri orsi bruni.

### Eurasia
| Sottospecie                                        | Autorità                   | Descrizione | Distribuzione | Sinonimi | Note tassonomiche |
| -------------------------------------------------- | -------------------------- | --- | --- | --- | --- |
| Orso bruno eurasiatico Ursus arctos arctos         | Linnaeus, 1758             | Sottospecie dalle dimensioni moderate e di colore generalmente scuro, anche se la popolazione russa è di dimensioni fisiche maggiori rispetto a quella europea. Il peso medio si aggira attorno ai 265-350 kg. Il più grande esemplare pesava 481 kg ed era alto quasi 2,5 m. | Eurasia settentrionale: zone forestali di diverse regioni dell'Europa, nella Russia occidentale e, in parte, anche nel Caucaso.                                 | | Riconosciuto come sottospecie da Linnaeus e classificato come sottospecie da MSW3. |
| Orso bruno della Kamčatka Ursus arctos beringianus | Middendorff, 1851          | Sottospecie molto grande, solitamente di colore scuro, anche se alcuni esemplari assumono un colore più chiaro sulla cima della schiena. Il peso medio è di 600 kg, ma diversi esemplari possono arrivare a superare i 700 kg. La lunghezza varia dai 2,4 ai 3 m. | Penisola della Kamčatka, Isola di Paramušir, Isole Shantar, Kolyma, Golfo di Šelichov                                                                           | kolymensis (Ognev, 1924), mandchuricus (Heude, 1898), piscator (Pucheran, 1855) | Creduto antenato dell'orso bruno, dell'orso polare e dell'orso bruno della penisola d'Alaska. |
| Orso bruno siberiano Ursus arctos collaris         | F. G. Cuvier, 1824         | Sottospecie dalle dimensioni intermedie tra l'orso eurasiatico e l'orso della Kamčatka, generalmente di colore scuro, anche se alcuni possono avere un colorito simile a quello del grizzly. Il peso medio si aggira attorno ai 140-250 kg, mentre la lunghezza media è di 2 m. | Maggior parte della Siberia, dal fiume Enisej fino ai Monti Altai, nel nord della Mongolia, nord dello Xinjiang e nord-est del Kazakistan e Penisola del Tajmyr | jeniseensis (Ognev, 1924), sibiricus (J. E. Gray, 1864) | All'inizio la sottospecie descritta da Cuvier era ristretta solo alla popolazione nella zona del fiume Yenisei, per via di uno sfoggiante "collare" di pelliccia più chiara che possedevano. |
| Orso bruno del Gobi Ursus arctos gobiensis         | Sokolov e Orlov, 1920      | Sottospecie relativamente piccola e di colore chiaro, adattato alla vita da deserto. Il peso medio è compreso tra i 60 e i 120 kg, mentre la lunghezza va da 1,4 a 1,7 m. | Deserto del Gobi | | Analisi filogenetiche suggeriscono che siano una possibile popolazione reietta dell'orso himalayano. Ad un certo punto, questi orsi sono probabilmente usciti dal loro territorio e si sono possibilmente accoppiati con gli orsi tibetani. |
| Orso bruno marsicano Ursus arctos marsicanus       | Altobello, 1921            | Sottospecie medio-grande e di colore scuro. Il peso è compreso tra I 130-200 kg, mentre la lunghezza si aggira attorno a 1,8-1,9 m. | Marsica, Appennino centrale | arctos (Linnaeus, 1758) | Sottospecie ora considerata una semplice popolazione della sottospecie nominale |
| Orso bruno cantabriano Ursus arctos pyrenaicus     | Cabrera, 1914              | Sottospecie piccola, dal manto che varia da chiaro a scuro a seconda dell'esemplare. Il peso medio è di 115 kg, ma alcuni esemplari raggiungono i 150 kg. La lunghezza va da 1,6 a 2 m. | Penisola Iberica, Montagne Cantabriane, Pirenei, Portogallo | arctos (Linnaeus, 1758) | Considerata anch'essa una popolazione isolata di orso eurasiatico, portando alla teoria della divisione della linea di discendenza dello stesso. " |
| Orso bruno siriano Ursus arctos syriacus           | Hemprich e Ehrenberg, 1828 | Sottospecie dalle dimensioni medio-piccole, di colore chiaro e dagli artigli corti. Il peso va dai 160 ai 250 kg, mentre la lunghezza è compresa tra 1 e 1,6 m, anche se si parla di alcuni esemplari che arriverebbero a misurare 2 m. | Transcaucasia, Turchia, Iran, Iraq, Libano, Afghanistan e Pakistan                                                                                              | caucasicus (Smirnov, 1919), dinniki (Smirnov, 1919) lasistanicus (Satunin, 1913), meridionalis (Middendorff, 1851), persicus (Lönnberg, 1925), schmitzi (Matschie, 1917), smirnovi (Lönnberg, 1925) | |
| Orso bruno himalayano Ursus arctos isabellinus     | Horsfield, 1826            | Sottospecie piccola rispetto alle dimensioni medie degli orsi asiatici, con mantello distinto, che varia dal rosso al color sabbia e dalle orecchie grandi. Il peso varia dai 150 ai 183 kg, mentre la lunghezza va da 1,5 a 2,3 m. | Pakistan, India del nord, Nepal | | L'orso bruno dell'Himalaya è costituito da un unico clade che è il gruppo gemello di tutti gli altri orsi bruni (e orsi polari). La datazione dell'evento ramificato, stimata a 658000 anni fa, corrisponde al periodo di un Pleistocene medio episodio di glaciazione sull'altopiano tibetano, suggerendo che durante questa glaciazione di Nyanyaxungla il lignaggio che avrebbe dato origine all'orso bruno dell'Himalaya divenne isolato in un rifugio distinto, portando alla sua divergenza. |
| Orso azzurro tibetano Ursus arctos pruinosus       | Blyth, 1854                | Sottospecie di moderate dimensioni con manto lungo e scompigliato e di colore distinto e più chiaro attorno alla gola. Come l'orso himalayano, ha orecchie prominenti. Come nell'orso himalayano, il peso varia dai 150 ai 200 kg e la lunghezza va da 1,6 a 2,2 m. | Altopiano del Tibet, Cina occidentale e Kirghizistan | | L'orso del Gobi è talvolta classificato come appartenente alla stessa sottospecie dell'orso blu tibetano; questo si basa su somiglianze morfologiche e la credenza che l'orso del Gobi, che vive nel deserto, rappresenti una popolazione dell'orso blu. Tuttavia, l'orso del Gobi è talvolta classificato come una sottospecie a parte e assomiglia molto ad altri orsi bruni asiatici. |
| Orso bruno dell'Ussuri Ursus arctos lasiotus       | Gray, 1867                 | Specie di dimensioni molto grandi, gli esemplari russi arrivano a rivaleggiare con l'orso della Kamčatka come grandezza, anche se la popolazione di Hokkaido è quella di dimensioni fisiche più piccola del nord. È la sottospecie di colore più scuro e talvolta può essere completamente nero. Il peso è compreso tra i 400 e i 550 kg, mentre la lunghezza è compresa tra 1,8-2,9 m. | Russia Orientale, Isole Curili, Sakhalin, Ussuri, Amur, Cina, Manciuria, Heilongjiang, Giappone, Hokkaido e Corea del nord                                      | baikalensis (Ognev, 1924), cavifrons (Heude, 1901), ferox (Temminck, 1844), macneilli (Lydekker, 1909), melanarctos (Heude, 1898), yesoensis (Lydekker, 1897),                                      | Si pensa sia il probabile antenato del Grizzly. |

### Nordamerica
| Sottospecie                                             | Autorità       | Descrizione | Distribuzione | Sinonimi | Note tassonomiche |
| ------------------------------------------------------- | -------------- | --- | --- | --- | --- |
| Orso Grizzly Ursus arctos horribilis                    | Linnaeus, 1758 | Sottospecie di dimensioni variabili a seconda dell'ambiente e dotato di un manto marrone scuro con parti più chiare che contrastano con la base scura. Il peso si aggira attorno ai 300- 600 kg, mentre l'altezza tra 2- 3 m.                                 | Canada e Stati Uniti, Columbia Britannica, Territori del Nord-Ovest, Yukon, Alberta, Alaska, Wyoming, Idaho, Montana | Sinonimi adesso considerati sottospecie a loro stanti: U. a. californicus†, U. a. dalli, U. a. gyas, U. a. ungavaesis†, U. a. middendorffi, U. a. nelsoni, U. a. sitkensis, U. a. stikeenensis | Nel XIX secolo, il grizzly è stato classificato come 86 specie distinte. Tuttavia, nel 1928 rimasero solo sette specie di grizzly, e nel 1953, solo una specie rimase globalmente. Tuttavia, i moderni test genetici rivelano che il grizzly è una sottospecie dell'orso bruno ('Ursus arctos'). Il biologo R.L. Rausch ha scoperto che il Nord America ha solo una specie di grizzly. Quindi, ovunque è "l'orso bruno"; in Nord America, è il "grizzly", ma queste sono tutte le stesse specie, 'Ursus arctos'. |
| Orso bruno della Penisola dell'Alaska Ursus arctos gyas | Merriam, 1902  | Sottospecie dalle grandi dimensioni, eguali a quelle dell'orso Kodiak. Il peso medio è di circa 400/540 kg, dritti su due zampe sono alti 3 m. | Penisola dell'Alaska, Isole Aleutine, Unimak, Penisola di Kenai                                                      | | È una popolazione dell'orso grizzly, creduta per molto tempo una sottospecie a parte, I maschi adulti possono corrispondere o superare l'orso Kodiak in termini di dimensioni. |
| Orso Kodiak Ursus arctos middendorffi                   | Merriam, 1896  | La più grande sottospecie, che rivaleggia con l'orso polare per dimensioni e di colore più scuro del grizzly ma non quanto gli orsi bruni asiatici. Un orso Kodiak pesa mediamente 300-540 kg ed è alto 3 m. Il più grande esemplare selvatico pesava 751 kg. | Isola di Kodiak, Isola di Afognak, Isola di Shuyak                                                                   | | Campioni genetici di orsi su Kodiak hanno dimostrato che sono più strettamente legati agli orsi bruni sulla penisola dell'Alaska e Kamchatka, Russia, e tutti gli orsi bruni approssimativamente a nord degli Stati Uniti. Gli orsi Kodiak sono stati isolati geneticamente almeno dall'ultima era glaciale (10.000-12.000 anni fa) e molto poco diversità genetica esiste all'interno della popolazione. |
| Orso bruno di Stika Ursus arctos sitkensis              | Merriam, 1896  | Ha dimensioni simili al grizzly ed ha un manto scuro, il più scuro degli orsi bruni nordamericani. | Isola Admiralty, Isola Baranof, Isola Chichagof                                                                      | | Ha una struttura genetica unica che li collega non solo agli orsi bruni, ma anche agli orsi polari. |
| Orso di Stickeen Ursus arctos stikeenensis              | Merriam, 1914  | Sottospecie di dimensioni più grandi del grizzly e vicine a quelle dell'orso della costa d'Alaska e dal mantello scuro. | Columbia Britannica, zone del fiume Stikine e del fiume Skeena                                                       | | Variamente riconosciuto come una sottospecie distinta o come appartenente alla sottospecie U. a. horribilis. |
| 'Orso dell'isola di Dall' Ursus arctos dalli            | Merriam, 1896  | Sottospecie di grandi dimensioni e di colore scuro. | Isola di Dall | | Descritta poveramente; forse solo una variante costiera di altri orsi bruni nordamericani, ma qualsiasi alleanza è geneticamente ambigua. |

### Estinte
| Sottospecie                                              | Autorità      | Descrizione | Distribuzione                                                                                       | Sinonimi | Note tassonomiche |
| -------------------------------------------------------- | ------------- | --- | --------------------------------------------------------------------------------------------------- | --- | --- |
| †Orso dell'Atlante Ursus arctos crowtheri                | Shinz, 1844   | Sottospecie dalle dimensioni medie e di colore marrone scuro e nero, con una macchia bianca sul muso, e le zampe rosse-arancioni. | Africa settentrionale: Monti dell'Atlante e zone adiacenti, dal Marocco, alla Libia fino all'Egitto | | Unico orso nativo dell'Africa vissuto fino ai tempi moderni, si pensa che l'ultimo esemplare sia stato ucciso nel 1890 dai bracconieri.                        |
| †Orso grizzly messicano Ursus arctos nelsoni             | Merriam, 1914 | La Sottospecie più piccola di orso americano, di colore generalmente chiaro e senza la pelliccia spessa dei suoi cugini del nord. | Dall'Arizona, al Texas, fino al Messico                                                             | Horribilis, Ursus nelsoni | Distinta era la sua abilità di sopravvivere sia in foreste di pini chein ambienti aridi e deserti.                                                             |
| †Orso grizzly della California Ursus arctos californicus | Merriam, 1896 | Sottospecie di dimensioni e colore molto simile all'orso Kodiak.                                                                  | California, per lo più Montagne del Sierra Nevada e alcune zone della costa della California        | colusus (Merriam, 1914), henshawi (Merriam, 1914), klamathensis (Merriam, 1914), magister (Merriam, 1914), mendocinensis (Merriam, 1916( tularensis (Merriam, 1914) | Un tempo specie ammirata per la sua bellezza, grandezza e forza, l'orso della California divenne il simbolo della bandiera del Messico e poi della California. |
| †Orso bruno dell'Ungava Ursus arctos ungavaesis          | Cox, 1975     | Descritto come simile al grizzly e di colore chiaro e scuro.                                                                      | Penisola di Ungava, Québec e Labrador                                                               | Horribilis | La sua esistenza venne messa in dubbio fino al 1975 quando l'antropologo Steven Cox non rinvenne un teschio di una femmina adulta sull'isola Okak              |

### Ibridazione
Un ibrido grizzly-orso polare è un raro urside ibrido risultante dall'unione di un orso bruno con un orso polare. Esso prende generalmente il nome di pizzly nel caso in cui la madre sia un orso bruno e il padre un orso polare, mentre viceversa viene chiamato orso grolare.

Nel 2006, la presenza di questi ibridi in natura è stata confermata dall'analisi del DNA di un orso dall'aspetto strano che era stato ucciso nell'Artico canadese. In precedenza, quest'ibrido era stato unicamente prodotto negli zoo ed era considerato un «criptide» (un animale ipotetico della cui esistenza in natura non ci sono prove scientifiche).

## Distribuzione e habitat

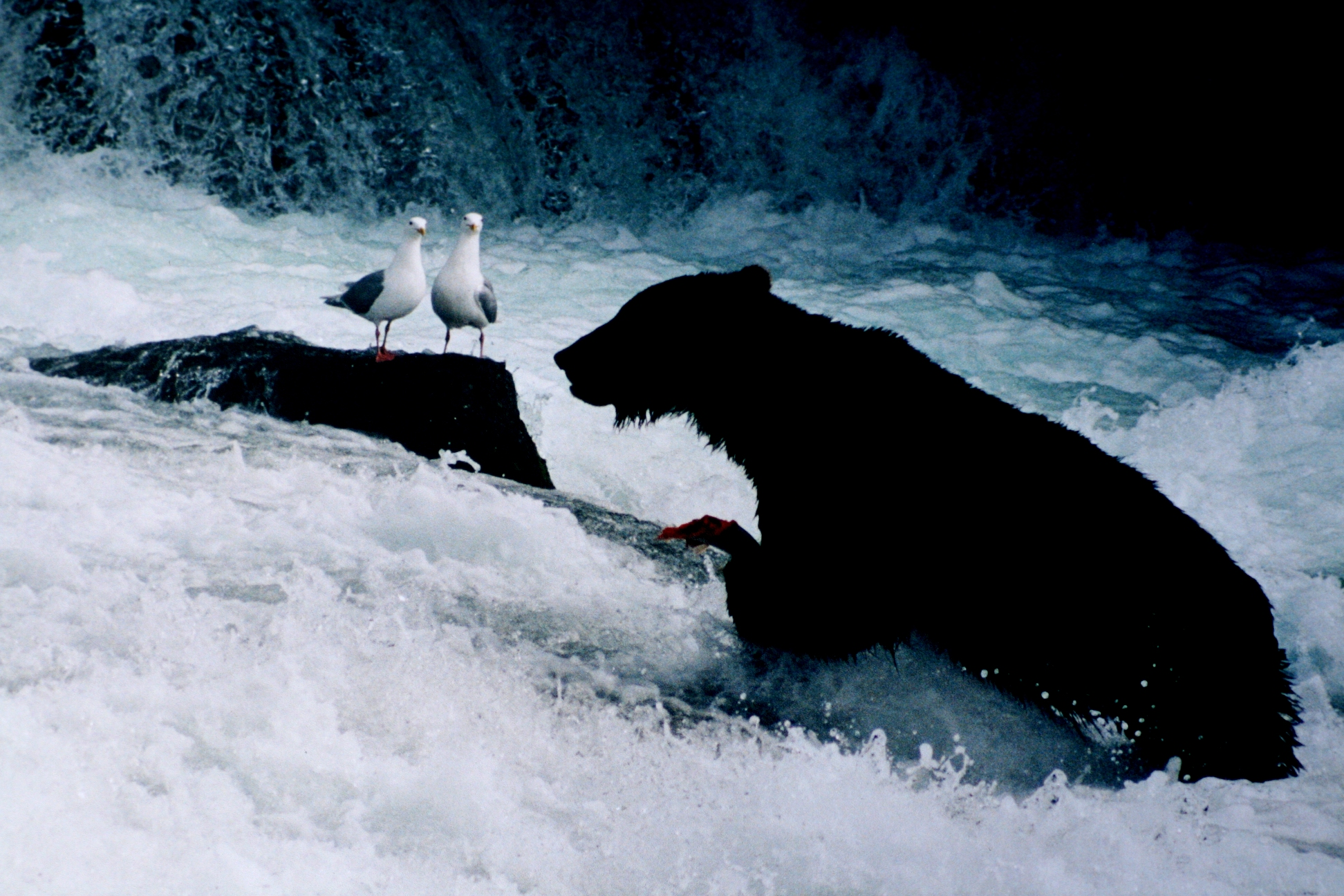
Orso bruno nelle cascate Brooks.

Gli orsi bruni vivevano un tempo in Asia, sui monti dell'Atlante, nel Maghreb africano, in Europa e nel Nordamerica, ma in alcune aree sono attualmente estinti e in altre aree le loro popolazioni sono notevolmente diminuite. 
A oggi si stima vi siano al mondo circa 200000 orsi bruni. Le popolazioni più numerose si trovano in Russia, con 120000 esemplari, negli Stati Uniti con 32500 e in Canada con 21750. Nell'Unione europea vi sono popolazioni frammentate.
In Nordamerica gli orsi bruni vivono soprattutto in Alaska, ma il loro areale si spinge anche verso est, attraverso lo Yukon e i Territori del Nordovest, e verso sud, attraverso la Columbia Britannica e la metà occidentale dell'Alberta. Popolazioni isolate si trovano nel Washington nordoccidentale, nell'Idaho settentrionale, nel Montana occidentale e nel Wyoming nordoccidentale.
Il 95% della popolazione di orsi bruni degli Stati Uniti vive in Alaska, sebbene si stiano ripopolando lentamente, ma costantemente, anche gli Stati occidentali, lungo le Montagne Rocciose e le pianure. 
Sebbene molti si ostinino a credere che alcuni orsi bruni possano essere presenti in Messico e in Africa sui monti dell'Atlante, in Marocco, entrambe queste popolazioni sono quasi certamente estinte. L'ultimo orso bruno messicano venne ucciso nel 1960.
In Europa vi sono circa 25000 orsi bruni suddivisi in dieci popolazioni frammentate, dalla Spagna a ovest, fino alla Russia a est, e dalla Scandinavia a nord fino alla Romania e alla Bulgaria a sud. Sono estinti nelle isole britanniche, estremamente minacciati in Francia e Spagna e in pericolo nella maggior parte dell'Europa centrale. L'orso bruno è l'animale nazionale della Finlandia. La popolazione carpatica di orso bruno, la più numerosa dell'Unione europea, si stima che comprenda tra i 4500 e i 5000 orsi.

La popolazione di orsi bruni della catena montuosa dei Pirenei, tra Francia e Spagna, è così bassa, tra i quattordici e i diciotto esemplari quasi tutti maschi, che nella primavera del 2006 vennero rilasciati degli orsi, soprattutto femmine, provenienti dalla Slovenia, per alleviare allo squilibrio tra i sessi e preservare la presenza della specie nell'area, nonostante le proteste degli allevatori francesi.
Gli orsi bruni preferiscono i luoghi semi-aperti e vivono solitamente in aree montuose.
Nelle regioni artiche l'habitat potenziale dell'orso bruno sta aumentando. Il riscaldamento di quelle zone ha permesso alla specie di spingersi più a nord, in quelli che erano un tempo dominio esclusivo dell'orso polare. Nelle aree non artiche la distruzione dell'habitat viene ritenuta la minaccia principale, seguita dalla caccia.
Gli orsi bruni nordamericani sembrano preferire luoghi aperti, mentre in Eurasia vivono soprattutto in fitte foreste. Si ritiene che gli orsi eurasiatici che colonizzarono l'America fossero animali adattati alla tundra, come gli orsi bruni della penisola dei Ciukci, sulla costa asiatica dello stretto di Bering, i quali sono gli unici orsi bruni asiatici che vivono per tutto l'anno nelle tundre di pianura come i loro cugini americani.

### Stato di conservazione
Sebbene l'areale dell'orso bruno si sia ridotto e abbia dovuto affrontare estinzioni locali, rimane elencato come una specie a rischio minimo dalla IUCN, con una popolazione totale di circa 200.000 esemplari. A partire dal 2012, l'orso bruno e l'orso nero americano sono le uniche specie di orso non classificate come minacciate dalla IUCN. Tuttavia, l'orso grizzly della California, l'orso bruno di Ungava, l'orso dell'Atlante e l'orso grizzly messicano, così come le popolazioni di orsi bruni nel Pacifico nord-occidentale, sono stati cacciati fino all'estinzione nel XIX e all'inizio del XX secolo e molte delle sottospecie dell'Asia meridionale sono altamente in pericolo. L'orso bruno siriano (U. a. syriacus) è molto raro ed è stato sradicato da più della metà del suo areale storico. Una delle sottospecie più piccole, l'orso bruno himalayano (U. a. isabellinus), è in grave pericolo di estinzione: occupa solo il 2% del suo precedente areale ed è minacciato dal bracconaggio incontrollato per le sue parti del corpo. Si ritiene che l'orso bruno marsicano nell'Italia centrale abbia una popolazione di soli 50 orsi.
Le popolazioni più piccole sono più vulnerabili alla perdita e alla frammentazione dell'habitat, mentre le più grandi sono principalmente minacciate dalla caccia eccessiva. L'uso del territorio per l'agricoltura può avere effetti negativi sugli orsi bruni. Inoltre, strade e binari ferroviari potrebbero rappresentare una seria minaccia, poiché i veicoli in arrivo potrebbero scontrarsi con gli animali che attraversano. Il bracconaggio è stato citato come un altro fattore di mortalità. In un caso, un'indagine triennale nell'Estremo Oriente russo ha rilevato la spedizione illegale di cistifellea di orso bruno nei paesi del sud-est asiatico.

## L'orso bruno in Italia

### Storia
Sempre perseguitato dalla caccia, l'orso bruno ebbe la sua prima tutela nel 1923 grazie alla istituzione del Parco nazionale d'Abruzzo nel cui territorio, ben più piccolo dell'attuale, la caccia all'orso era vietata.
Negli anni successivi, il conte Gian Giacomo Gallarati Scotti si batté a lungo per l'istituzione di un grande parco nazionale dell'Adamello-Brenta-Presanella a tutela dell'orso delle Alpi, ma senza successo.
L'orso fu però tutelato solo dal 1º gennaio 1940, quando entrò in vigore la nuova legge sulla caccia (regio decreto 1016 del 5 giugno 1939), che, per iniziativa sempre del conte Gian Giacomo Gallarati Scotti, da poco nominato senatore, vietava la cattura e l'uccisione di orsi in tutta Italia. Tale disposizione, che verosimilmente permise di evitare l'estinzione dell'orso in Italia, è stata poi confermata da tutte le leggi successive in materia venatoria.

### Popolazioni e consistenza
Benché facendo riferimento ai dati più recenti e attendibili si possa distinguere una sola sottospecie per l'Europa e l'Asia settentrionale, molti studiosi fanno ancora riferimento, per l'Italia, a due sottospecie distinte: l'orso bruno europeo (Ursus arctos arctos) e l'orso marsicano (Ursus arctos marsicanus).
Il primo è presente sulle Alpi orientali con due popolazioni, localizzate nel Trentino occidentale e nel Friuli orientale a cavallo con la Slovenia, complessivamente con almeno un centinaio esemplari, in aumento numerico e in espansione geografica. 
Alcuni esemplari maschi, che a differenza delle femmine tendono a disperdersi in un areale molto ampio, sono stati più volte avvistati, anche tramite fototrappole, in Germania meridionale, Austria e Svizzera; da qui, sono giunti anche nel Piemonte settentrionale, tra le province di Biella e del VCO. 
Il secondo è presente sull'Appennino centrale, con una popolazione complessiva di 55-85 esemplari (di cui 45 - 69 nel Parco Nazionale d'Abruzzo, Lazio e Molise), numericamente forse stazionaria ma in leggera espansione geografica.

### L'orso bruno sulle Alpi
Un tempo diffuso su tutto l'arco alpino della parte settentrionale del paese, a causa dell'eccessiva caccia la situazione all'inizio degli anni novanta era drammatica, poiché era presente un'unica popolazione di orsi, ridotta a non più di 2-3 individui relegati nelle Dolomiti del Brenta, che aveva superato la soglia dell'estinzione e per cui una ripresa naturale era considerata assolutamente improbabile. In questo contesto, nel 1996, ha preso avvio mediante finanziamenti Life dell'Unione europea il «Progetto Life Ursus - tutela della popolazione di orso bruno del Brenta» promosso dal Parco naturale dell'Adamello-Brenta, in collaborazione con la Provincia autonoma di Trento e con l'Istituto Nazionale per la Fauna Selvatica. Il progetto prevedeva la reintroduzione di 10 esemplari provenienti dalla Slovenia poiché, grazie a studi preventivamente effettuati, si era appurato che quello fosse il numero di animali necessario per arrivare ad avere, nel giro di circa 30 anni, una popolazione minima vitale di circa 40-60 individui. Il progetto ha certamente avuto successo poiché gli esemplari si sono ben adattati al nuovo territorio di vita e la popolazione è caratterizzata da un'espansione sia numerica (circa 25 individui nel 2007, una trentina nel 2010, 40-50 nel 2014, nel 2015 grazie a 7 nuove cucciolate il numero di orsi è arrivato a 60 esemplari, nel 2019 la stima è di 82-93 orsi) che territoriale. Nel 2019 sono stimati 150 esemplari in Italia con la provincia Trentino in testa alle classifiche con 98 orsi stimati al 2024. Recenti avvistamenti risalenti al 2005, al 2008 e all'aprile 2010 sono avvenuti in Vallarsa, sull'Altopiano dei Sette Comuni in provincia di Vicenza, in provincia di Bergamo, a Magasa, Val Vestino e Tremosine sul Garda in provincia di Brescia e stanno a indicare un'espansione territoriale di caccia del plantigrado. Questa sottospecie di orso bruno è il carnivoro più grande d'Italia, può arrivare a pesare al massimo fino a 350-400 kg e arrivare fino a 2,5 metri di altezza, mentre le femmine sono il 25% più piccole.
Dal 2020 la specie è arrivata fino in Piemonte; in Val d'Ossola è accertata la presenza di un esemplare maschio.
Il 5 aprile 2023 un giovane di 26 anni che stava correndo nel bosco è stato ucciso da un'orsa in Trentino su un sentiero vicino al paese di Caldes.

### Migrazione di orsi dalla Slovenia
Dagli anni settanta è stato inoltre segnalato l'arrivo di orsi in Friuli-V.G. dalla vicina Slovenia. Pare si tratti solamente di individui maschi erranti in numero di circa 10 esemplari; non si sono mai registrate riproduzioni. Le zone più frequentate sono la Catena Carnica principale, il Tarvisiano e le Prealpi Giulie lungo il confine Sloveno. Nell'ottobre 2011 un orso ha distrutto una baita in cui vi erano delle arnie, facendo razzia di miele. Negli ultimi anni alcuni orsi si sono spinti fino ai confini con il Cadore.

### L'orso bruno marsicano
La specie, un tempo diffusa in tutta la zona a est degli Appennini dalle Marche alla Puglia, ma a causa del bracconaggio e della eccessiva caccia è ora presente in Abruzzo con una popolazione isolata (da alcuni considerata sottospecie), l'orso bruno marsicano, di cui rimangono solo 55 - 85 esemplari: attualmente pare che la popolazione sia geograficamente in espansione e si sia irradiata anche in Lazio e Molise. La riproduzione è accertata solo nel parco nazionale d'Abruzzo, Lazio e Molise e relative zone limitrofe e, dal 2018, nel parco nazionale della Maiella.
I maschi di questa sottospecie hanno un peso medio che varia da 150-200 kg ma possono arrivare anche a pesare fino a 300 kg anche se raramente superano questo valore. In posizione eretta raggiungono un'altezza media di due metri, mentre le femmine in genere sono più piccole del 25%. Questa sottospecie è il secondo carnivoro più grande d'Italia dopo la sottospecie nominale di orso che vive in Nord-est d'Italia.

## Gli orsi bruni nella preistoria

### Nordamerica
L'orso bruno abita in America dalla fine dell'ultima era glaciale, nonostante a quell'epoca il carnivoro dominante fosse il più grosso, alto e robusto orso gigante dal muso corto, detto anche orso bulldog, il quale era un animale alto e snello specializzatosi nella caccia a grossi mammiferi, mentre il grizzly, detto anche orso grigio, possiede denti adatti a una dieta onnivora. L'orso dal muso corto, in media, pesava quasi più del doppio del grizzly. L'orso bruno coabitava inoltre in Nordamerica con il leone americano e lo Smilodon, suoi competitori carnivori. Il grizzly moderno può nutrirsi di piante, insetti, carogne e di animali piccoli e grandi. Il leone americano, lo Smilodon e l'orso dal muso corto avevano invece una dieta più limitata, caratteristica che in seguito li rese vulnerabili alla fame quando diminuì la disponibilità di grossi mammiferi, forse a causa della caccia da parte degli uomini.
Il periodo dell'estinzione dell'Arctodus è all'incirca lo stesso di quella del bisonte dalle lunghe corna e di altri esponenti della megafauna. Entrambi questi animali vennero rimpiazzati da immigranti eurasiatici, precisamente dall'orso bruno e dal bisonte americano. Questo periodo fu inoltre lo stesso dell'apparizione in Nordamerica dei cacciatori della cultura Clovis, che arrivarono nelle Americhe dall'Asia; presumibilmente a causa di una coesistenza di lungo termine con gli uomini del Vecchio Mondo, l'orso bruno era meglio adattato alla vicinanza dell'uomo delle grosse specie americane.
L'estinzione della megafauna erbivora dell'era glaciale portò all'estinzione della tigre dai denti a sciabola, del leone americano e dell'orso dal muso corto, permettendo così all'orso bruno di diventare il più grande predatore del Nordamerica, insieme al lupo grigio, al giaguaro, nelle regioni meridionali, all'orso nero americano e al puma, tutte specie in competizione con esso per le prede più grosse. È largamente accettata l'ipotesi che i paleoindiani raggiunsero l'America attraverso il ponte di terra di Bering durante l'ultima era glaciale, portando con sé le punte Clovis e tecniche di caccia piuttosto avanzate. Al termine dell'ultima era glaciale, circa 10000 anni fa, gli orsi bruni, dall'estremo sud del Nordamerica, estesero lentamente il loro areale verso nord, raggiungendo di nuovo l'Alaska. Oggi in Nordamerica vi sono tre cladi di orso grizzly geneticamente distinti: il grizzly dell'Alaska-Yukon, il lignaggio dell'Alberta-Saskatchewan e gli orsi che vivono nell'area Washington-Idaho-Montana-Wyoming.

### Europa
In Europa, durante l'ultima era glaciale, l'orso bruno condivise il suo habitat con altri predatori, come il leone delle caverne, la iena delle caverne e il più grosso e strettamente imparentato orso delle caverne, che sopravvisse più a lungo degli altri carnivori prima nominati. L'orso delle caverne venne cacciato dai Neanderthal, i quali avevano sviluppato una religione connessa a questo orso, il culto dell'orso delle caverne, ma la popolazione dei Neanderthal era troppo piccola per aver portato all'estinzione questo animale, che sopravvisse loro per altri 18000 anni, estinguendosi circa 10000 anni fa. Le diete dell'orso delle caverne e dell'orso bruno erano simili e le due specie vissero probabilmente nella stessa area nello stesso periodo. Non sappiamo perché l'orso delle caverne si estinse.

## Descrizione

### Dimensioni

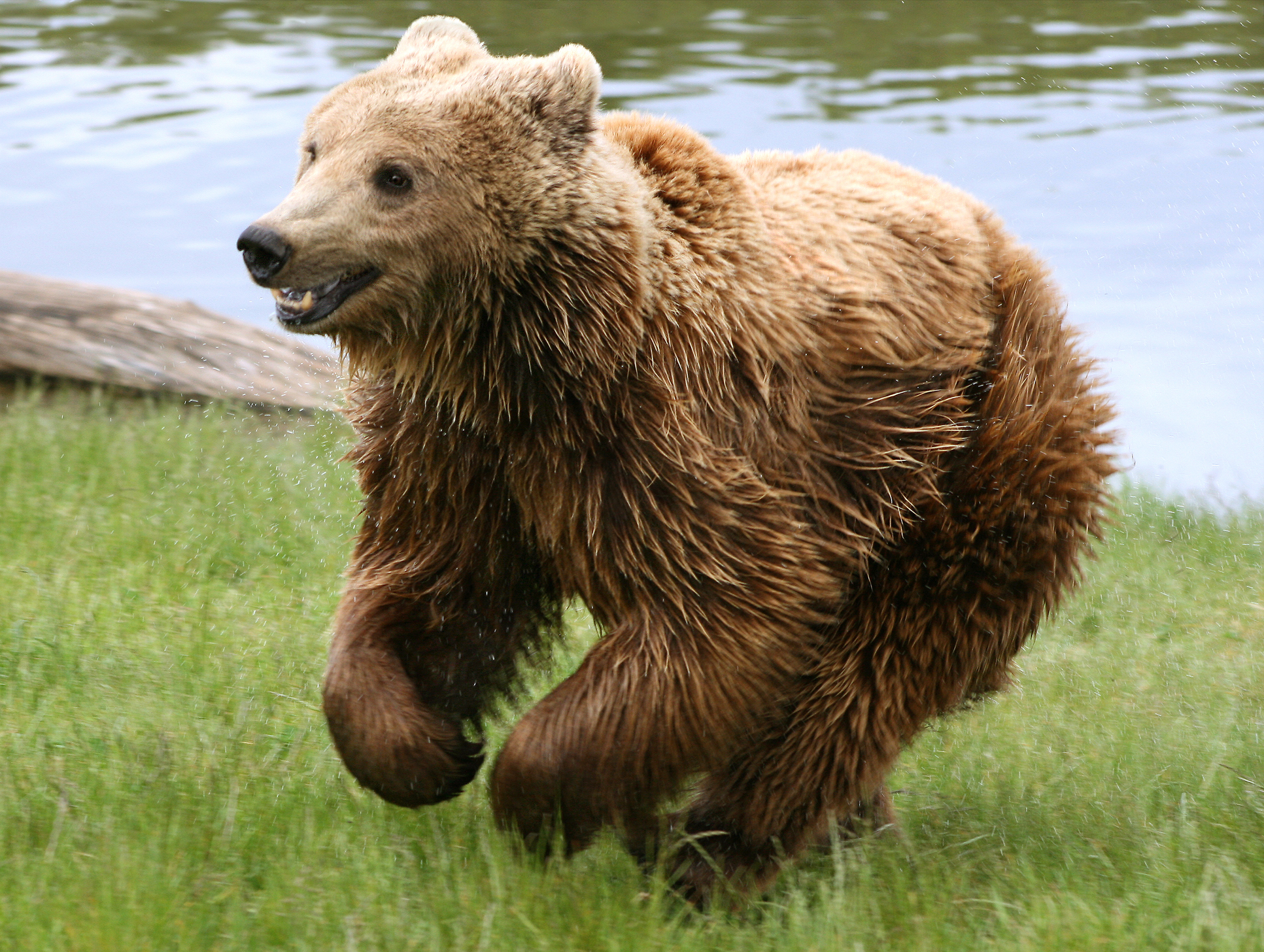
Un orso bruno eurasiatico in corsa. Gli orsi bruni, nonostante le loro dimensioni, possono essere veloci corridori, capaci di raggiungere velocità di 56 km/h.

Il range abituale delle dimensioni di un orso bruno è una lunghezza testa-corpo tra 1,7 e 3 m e un'altezza al garrese tra i 90 e i 160 cm. La sottospecie più piccola è l'orso bruno siriano, i cui maschi adulti pesano meno di 150 kg. Le sottospecie più grandi di orso bruno sono al primo posto l'orso bruno di Kodiak, oltre a esemplari della Russia costiera e dell'Alaska. Non è insolito per i più grandi esemplari maschi misurati di orso di Kodiak toccare la statura di 3.4 m ritti sulle zampe posteriori e pesare intorno ai 680 kg. Il più grosso orso di Kodiak selvatico il cui peso è stato registrato arrivava a 751 chilogrammi. Gli orsi che vivono in cattività sono sovente più pesanti di quelli selvatici, in quanto ricevono un'alimentazione regolare e compiono movimenti limitati. Qui, alcuni esemplari hanno potuto raggiungere i 900 chilogrammi, come «Goliath» dello Space Farms Zoo and Museum del New Jersey. Le dimensioni sembrano connesse alla disponibilità di cibo e le varie sottospecie si distinguono fra loro più in base alla nutrizione che alla distribuzione geografica. La coda è lunga 10-12 cm. I maschi sono mediamente più grandi delle femmine del 38-50%.

### Aspetto

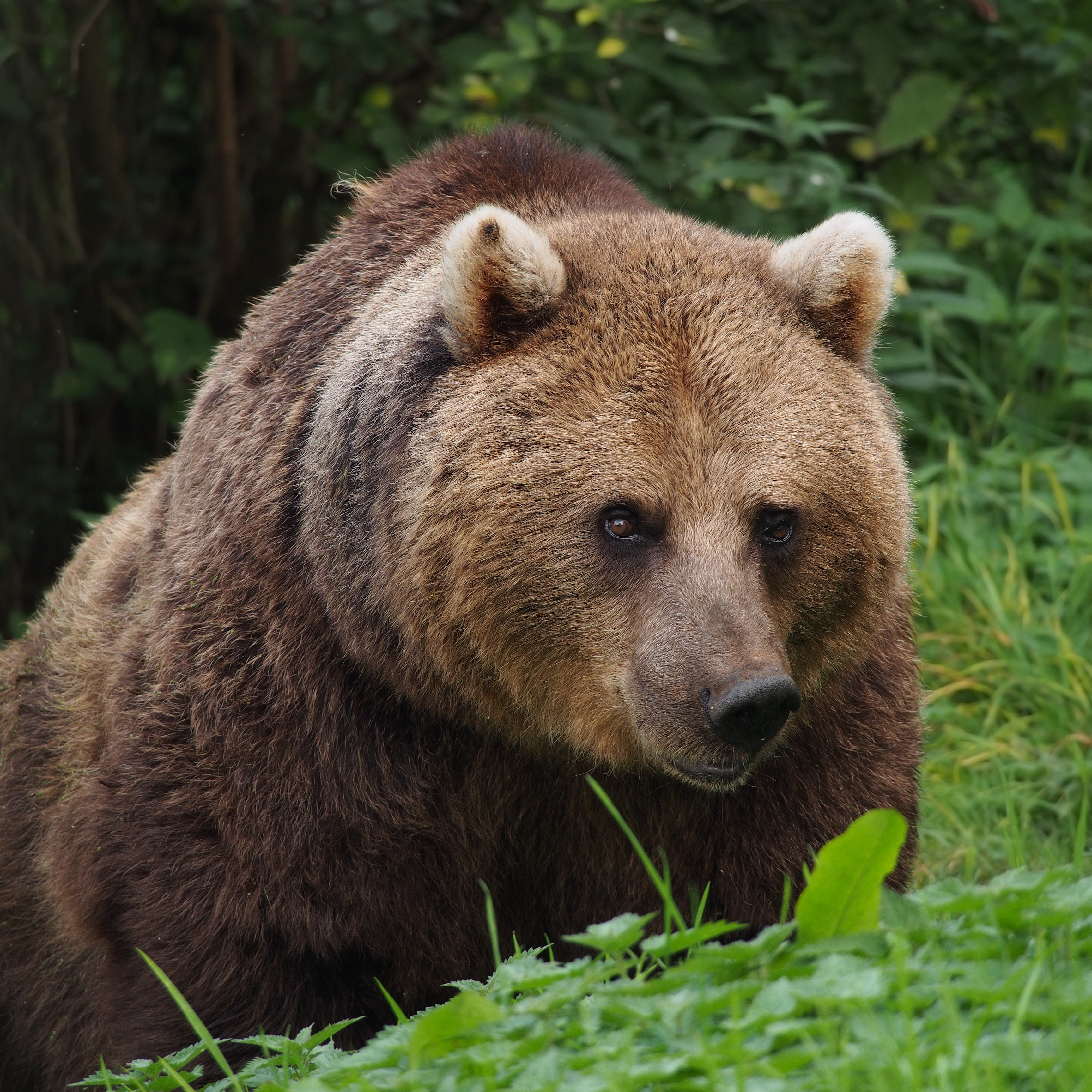
Un orso bruno allo zoo di Whipsnade

Gli orsi bruni hanno folti mantelli di colore biondo, bruno, nero, o formati da un misto di questi colori. I peli di guardia esterni dell'orso bruno hanno spesso la punta bianca o argentata, dando a questi animali un aspetto «brizzolato» (in inglese grizzled, da cui deriva grizzly). Come tutti gli orsi, gli orsi bruni sono plantigradi e possono stare ritti sulle zampe posteriori per periodi di tempo abbastanza lunghi. Gli orsi bruni hanno una grossa gobba di muscolo sulle spalle che li distingue dalle altre specie. Gli arti anteriori terminano con zampe munite di artigli lunghi fino a 15 cm che vengono utilizzati soprattutto per scavare. Gli artigli dell'orso bruno non sono retrattili e hanno punte relativamente smussate. La testa è larga e arrotondata con un profilo facciale concavo, caratteristica che viene usata per distinguerlo da altri orsi.

### Morfologia e dimensioni del cranio
Gli adulti hanno crani massicci, massicci e concavi, che sono grandi in proporzione al corpo. Le proiezioni del cranio sono ben sviluppate. La lunghezza del cranio degli orsi bruni russi tende a essere di 31,5-45,5 cm (da 12,4 a 17,9 pollici) per i maschi e di 27,5-39,7 cm (da 10,8 a 15,6 pollici) per le femmine. Gli orsi bruni hanno il cranio più largo di qualsiasi orso orsino esistente. La larghezza degli archi zigomatici nei maschi è di 17,5-27,7 cm (da 6,9 a 10,9 pollici) e di 14,7-24,7 cm (da 5,8 a 9,7 pollici) nelle femmine. Gli orsi bruni hanno mascelle forti: gli incisivi e i canini sono grandi, con i canini inferiori fortemente curvi. I primi tre molari della mascella superiore sono sottosviluppati e monocoronati con una radice. Il secondo molare superiore è più piccolo degli altri e solitamente è assente negli adulti.

### Artigli e zampe
Gli orsi bruni hanno artigli grandi e curvi, con quelli anteriori più grandi di quelli posteriori. Possono raggiungere i 5-6 cm e misurare dai 7 ai 10 cm lungo la curva. Rispetto all'orso nero americano (Ursus americanus), l'orso bruno ha artigli più lunghi e forti, con una curva smussata. A causa della struttura dei loro artigli, oltre al loro peso eccessivo, gli orsi bruni adulti non sono in grado di arrampicarsi sugli alberi come gli orsi neri. In rari casi sono state viste femmine adulte di orso bruno arrampicarsi sugli alberi. Gli artigli di un orso polare sono piuttosto diversi, essendo notevolmente più corti ma più larghi con una curva forte e una punta più affilata.

## Biologia
L'orso bruno è un animale prevalentemente notturno e solitario, sebbene nei luoghi dove c'è maggiore disponibilità di cibo possano riunirsi molti esemplari, i quali formano delle gerarchie sociali in base all'età e alle dimensioni. Durante l'inverno, cade in letargo: per tale motivo, durante l'estate, immagazzina più di 180 kg di grasso, che gli servono per sopperire al cibo che non può procurarsi, essendo in stato di torpore per diversi mesi. Sebbene non vadano completamente in ibernazione e possano svegliarsi facilmente, nei mesi invernali entrambi i sessi preferiscono ripararsi in un luogo protetto, come una grotta, un crepaccio o un grande tronco cavo.

### Alimentazione

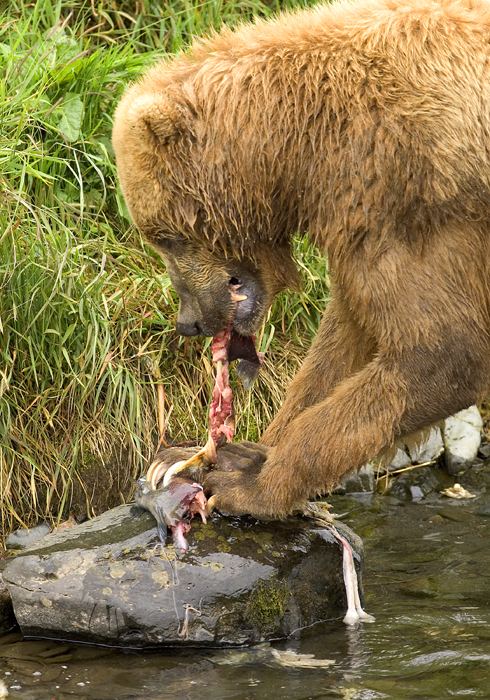
Orso bruno che si sta nutrendo di un salmone.

Questi animali sono onnivori e si nutrono di una vasta gamma di prodotti vegetali, come bacche, radici, germogli e funghi, così come di animali, come pesci, insetti e piccoli mammiferi. Nonostante la loro reputazione, la maggior parte degli orsi bruni non è particolarmente carnivora e fino al 90% della loro alimentazione è composta da materia vegetale. La struttura delle mascelle si è evoluta per adattarsi a queste abitudini alimentari, ma nonostante questo questi animali possiedono sempre i denti canini robusti e affilati tipici dei predatori veri e propri. La loro dieta varia enormemente a seconda dell'areale. Per esempio, gli orsi di Yellowstone mangiano durante l'estate un numero enorme di falene, più di 40.000 al giorno le quali costituiscono un terzo dell'alimentazione. Localmente, in alcune aree della Russia e dell'Alaska, gli orsi bruni si nutrono soprattutto di salmoni carichi di uova e questa nutrizione e l'abbondanza di questo cibo permettono agli orsi di queste aree di raggiungere dimensioni enormi. Gli orsi bruni predano anche cervi (Odocoeilus spp.; Dama spp., Capreolus spp.), cervi rossi (Cervus elaphus o wapiti americano), alci (Alces alces), caribù (Rangifer tarandus) e bisonti (Bison bison spp., Bison bonasus). Quando gli orsi bruni attaccano questi animali, tendono a scegliere i giovani, dal momento che sono più facili da catturare. Quando caccia, l'orso bruno usa i suoi canini affilati per mordere al collo la sua preda. Osservazioni effettuate nelle Alpi orientali hanno dimostrato che, almeno in quel contesto geografico, l'orso bruno uccide gli erbivori per cibarsi non tanto della carne, quanto piuttosto dell'erba semidigerita presente nello stomaco, che è spesso l'unica parte a essere mangiata. Gli orsi si nutrono anche di carogne e sfruttano le proprie dimensioni per intimidire altri predatori, come coyote, lupi, puma e orsi neri, allontanandoli dalle loro prede.
Gli orsi bruni sono molto forti, perfino se considerati sotto diversi aspetti; un grosso esemplare può spezzare il collo o la spina dorsale di un bisonte adulto con una singola zampata.

#### Relazioni interspecifiche con altri predatori

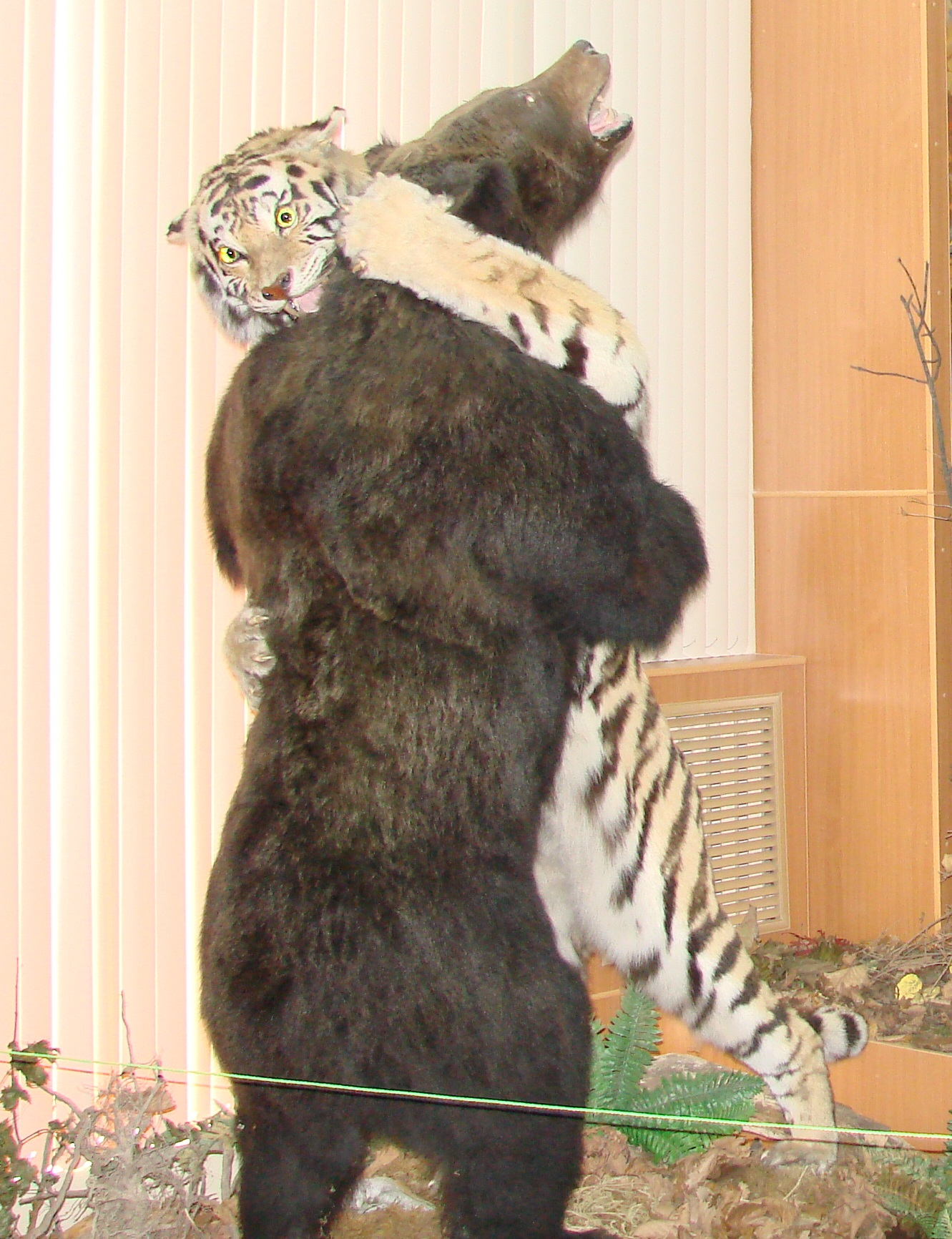
Orso bruno con tigre Siberiana. Mostra nel museo di Vladivostok

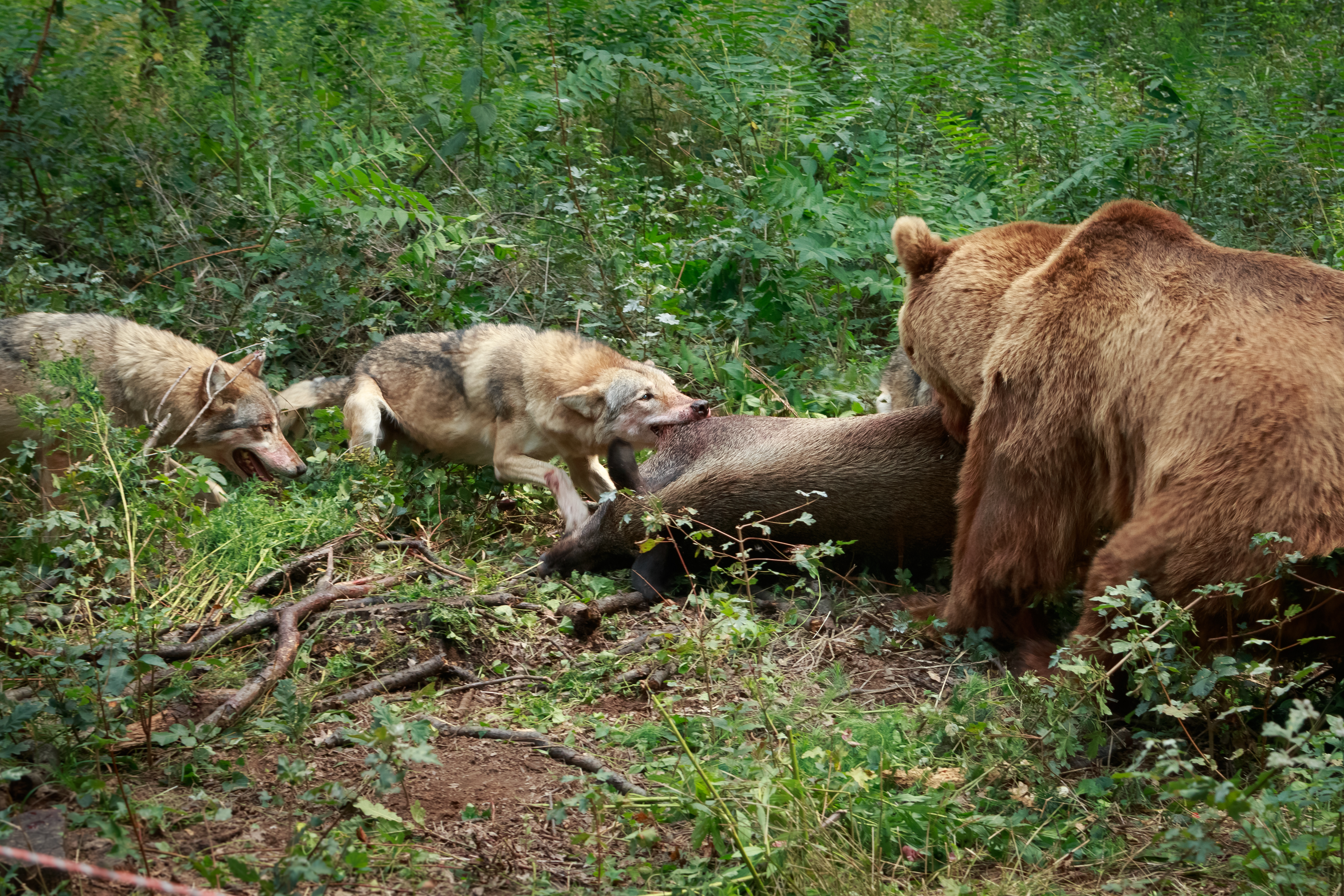
Un orso bruno contende a un branco di lupi una carcassa di cinghiale, in una foresta dell'Ungheria.

Gli orsi bruni sfruttano spesso le loro dimensioni per scacciare i lupi dalle loro prede. Nel parco nazionale di Yellowstone, gli orsi derubano i lupi così spesso che il direttore del Progetto per i Lupi di Yellowstone, Doug Smith, scrisse una volta: «Il problema non è se gli orsi saranno attratti da una preda, ma quando». Sebbene i contrasti per le carcasse siano comuni, i due predatori in alcune rare occasioni si tollerano a vicenda mentre si nutrono della stessa preda. Entrambe le specie, comunque, possono dare la caccia ai rispettivi cuccioli, se ne hanno l'occasione.

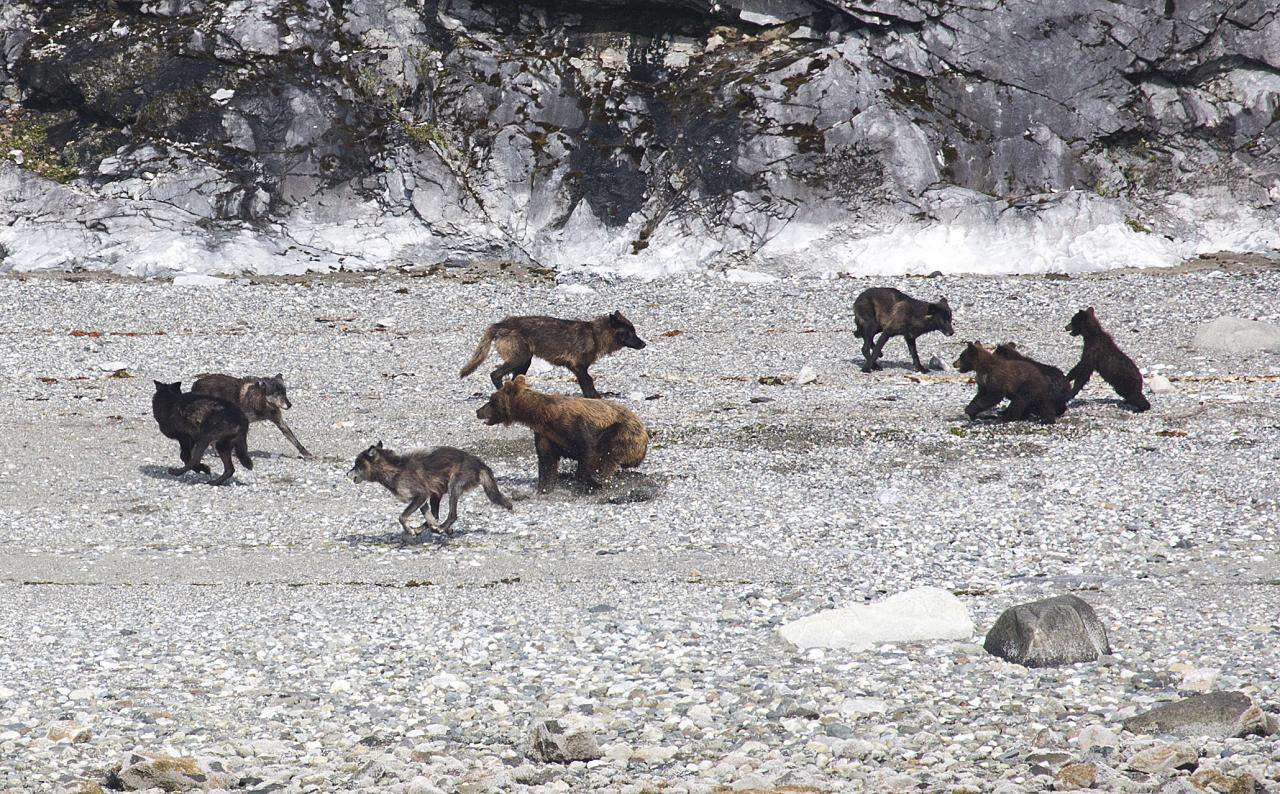
Scontro tra una famiglia di orsi bruni e dei lupi grigi

Gli orsi adulti sono generalmente immuni dagli attacchi di altri predatori, all'infuori che a quelli di un altro orso, comunque, nell'estremo oriente russo, gli orsi bruni, insieme ai più piccoli orsi neri asiatici, costituiscono il 5-8% della dieta delle tigri siberiane. Per la precisione, gli orsi bruni costituiscono l'1-1,5% della loro dieta. Le tigri generalmente evitano i maschi adulti di orso bruno (che in questa regione pesano più di 200 kg), ma predano frequentemente i cuccioli e le femmine più piccole. Comunque, vale anche il contrario, nonostante un maschio adulto di tigre sia un avversario temibile anche per un grosso orso. Perfino orsi delle stesse dimensioni costituiscono un grave pericolo per questi felini in uno scontro frontale. Gli scienziati hanno riportato i casi di 12 combattimenti in cui delle tigri, perfino femmine e maschi adulti, sono state uccise e divorate da orsi bruni. Alcuni orsi che emergono dal letargo vanno in cerca delle tigri allo scopo di rubare le loro prede, aspettando però in genere che si allontanino. Le tigri solitamente rimangono sul terreno e difendono le proprie vittime, a meno che il ladro non sia un grosso maschio.
Nelle aree dove coesistono, gli orsi bruni solitamente dominano sulle altre specie di orsi (questo discorso non vale però per gli orsi polari, più grandi). A causa delle dimensioni più piccole, gli orsi neri americani si trovano in svantaggio rispetto agli orsi bruni nelle aree aperte e non boschive. Sebbene siano stati documentati casi di orsi neri messi in fuga da orsi bruni, sono state registrate solo raramente delle uccisioni. Le abitudini diurne dell'orso nero, che vive in aree fittamente boschive, sono opposte a quelle notturne degli orsi bruni, che preferiscono spazi aperti, e grazie a questi differenti stili di vita si evitano così scontri interspecifici nelle aree dove questi coabitano. Vi è stato un aumento recente delle interazioni tra orsi bruni e orsi polari, dovute alle conseguenze del riscaldamento globale. Gli orsi bruni si sono spinti sempre più a nord nei territori che un tempo appartenevano a quelli polari. In questi casi l'esito dei confronti dipende dalla mole dei due avversari in quanto gli orsi polari sono solitamente più grandi di quelli bruni. Sono stati inoltre registrati casi in cui degli orsi bruni hanno divorato cuccioli di panda gigante.
Tra tutte le specie di orso bruno quella dominante è senza dubbio l'orso grizzly. Gli orsi grizzly sono più piccoli degli orsi polari e dei kodiak, ma sono molto più aggressivi e soprattutto hanno artigli più sviluppati. Studi scientifici provano che l'orso grizzly ha la zampata più potente in natura, pari a un colpo di maglio. In più, questa sottospecie può mordere sviluppando una forza di 1160 psi (si pensi che l'orso bruno europeo non supera gli 850 psi), pari a circa 525 kg di pressione.

### Riproduzione

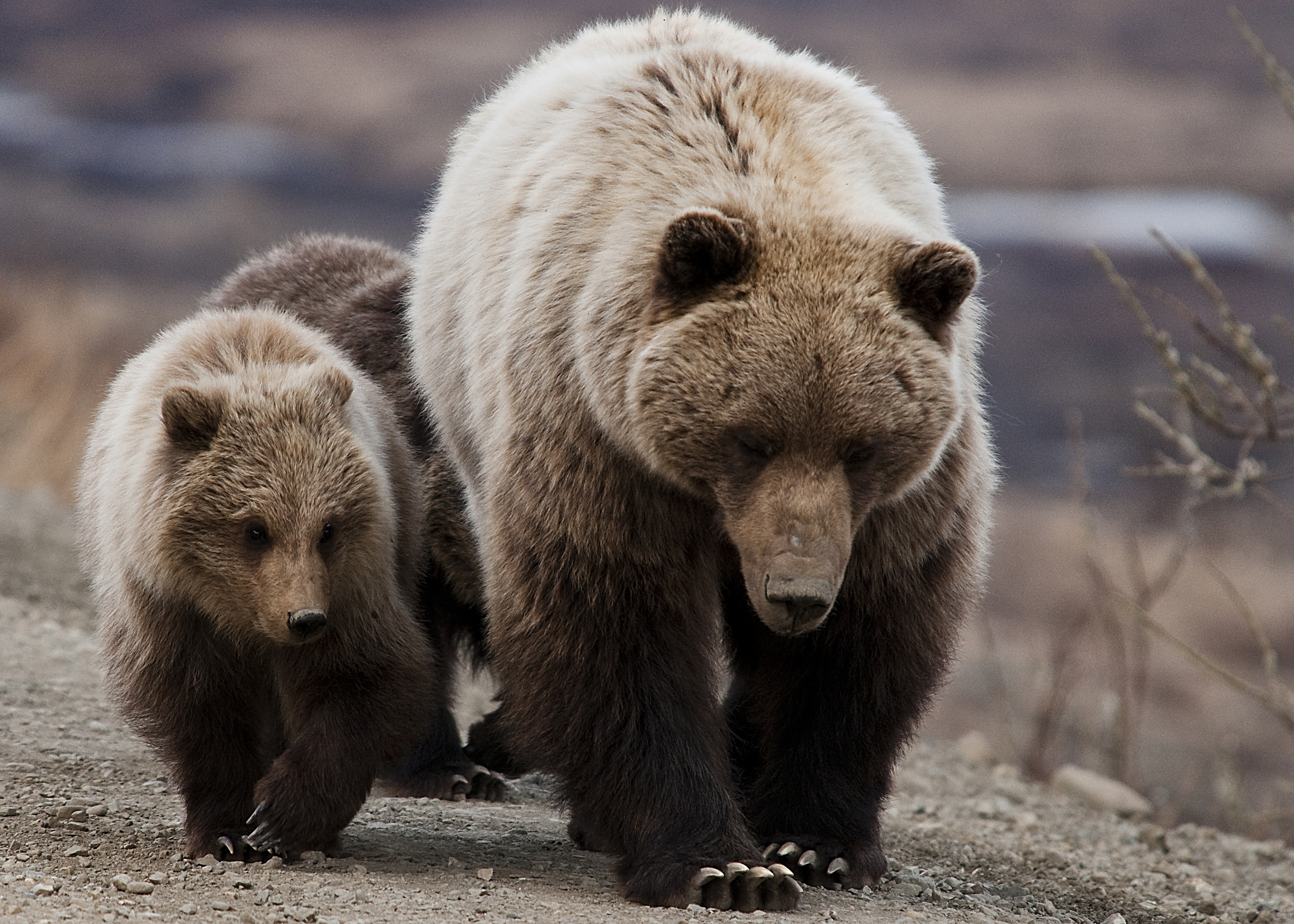
I cuccioli di orso grizzly spesso imitano molto da vicino le loro madri.

La stagione degli amori va dalla fine di maggio agli inizi di luglio. Essendo periodicamente monogami, gli orsi bruni rimangono con lo stesso partner per un periodo che varia da pochi giorni fino a un paio di settimane. Le femmine divengono sessualmente mature a un'età tra i 5 e i 7 anni, mentre i maschi si accoppiano solitamente solo dopo qualche altro anno in più, quando sono abbastanza grossi e robusti da competere con successo con gli altri maschi per appropriarsi dei diritti all'accoppiamento. Tramite il processo dell'impianto ritardato, l'ovulo fecondato di una femmina si divide e vaga libero nell'utero per sei mesi. Durante il letargo invernale, il feto aderisce alla parete uterina e i cuccioli nasceranno dopo un periodo di otto settimane, mentre la madre sta dormendo. Se la madre non ha accumulato abbastanza grasso per sopravvivere nel corso dell'inverno, l'embrione non si impianta e viene riassorbito dal corpo. Una cucciolata è composta da uno a quattro piccoli, solitamente da due, sebbene ci siano stati casi di orse con cinque cuccioli, anche se non è insolito per le femmine adottare piccoli altrui. Le dimensioni di una cucciolata dipendono da un certo numero di fattori, come l'età della madre, la distribuzione geografica e la disponibilità di cibo. Le femmine più vecchie tendono a mettere alla luce cucciolate più numerose. I piccoli sono ciechi, privi di denti e glabri, e alla nascita pesano meno di 0,4 chilogrammi. Si nutrono del latte materno fino a primavera o fino agli inizi dell'estate, a seconda delle condizioni climatiche. I cuccioli, che in questo periodo pesano tra i 6, 8 e i 9 chilogrammi, sono abbastanza sviluppati da seguire la madre e iniziare a nutrirsi di cibo solido. Rimangono con lei tra i due e i quattro anni, durante i quali apprendono varie tecniche di sopravvivenza, come imparare quali sono i cibi che hanno valori nutrizionali più alti e dove trovarli, come cacciare, come pescare, come difendersi e dove andare in letargo.
Gli orsetti imparano seguendo e imitando le azioni della madre durante il periodo con cui rimangono con lei. Gli orsi bruni praticano inoltre l'infanticidio. Un maschio adulto può uccidere i cuccioli di un altro orso per rendere la femmina sessualmente recettiva. Per questo motivo i piccoli si arrampicano sopra un albero non appena avvistano un maschio adulto.

### Longevità e mortalità
L'orso bruno ha una vita naturalmente lunga. Sono state osservate femmine selvatiche riprodursi a 28 anni, che è l'età più antica conosciuta per la riproduzione di qualsiasi urside in natura. L'età riproduttiva massima per le femmine varia dai quattro ai 20 anni.
La durata della vita di entrambi i sessi all'interno di popolazioni minimamente cacciate è stimata in una media di 25 anni. L'individuo selvatico più anziano registrato aveva quasi 37 anni. In cattività, la femmina più anziana registrata aveva circa 40 anni, mentre si sa che i maschi vivono fino a 47 anni.
Mentre gli orsi maschi vivono potenzialmente più a lungo in cattività, le femmine di orso grizzly hanno un tasso di sopravvivenza annuale maggiore rispetto ai maschi all'interno di popolazioni selvatiche, secondo uno studio condotto nel Greater Yellowstone Ecosystem. La mortalità annuale degli orsi di qualsiasi età è stimata al 10% nella maggior parte delle aree protette. Circa il 13% al 44% dei cuccioli muore entro il primo anno di vita.

## Rapporti con l'uomo

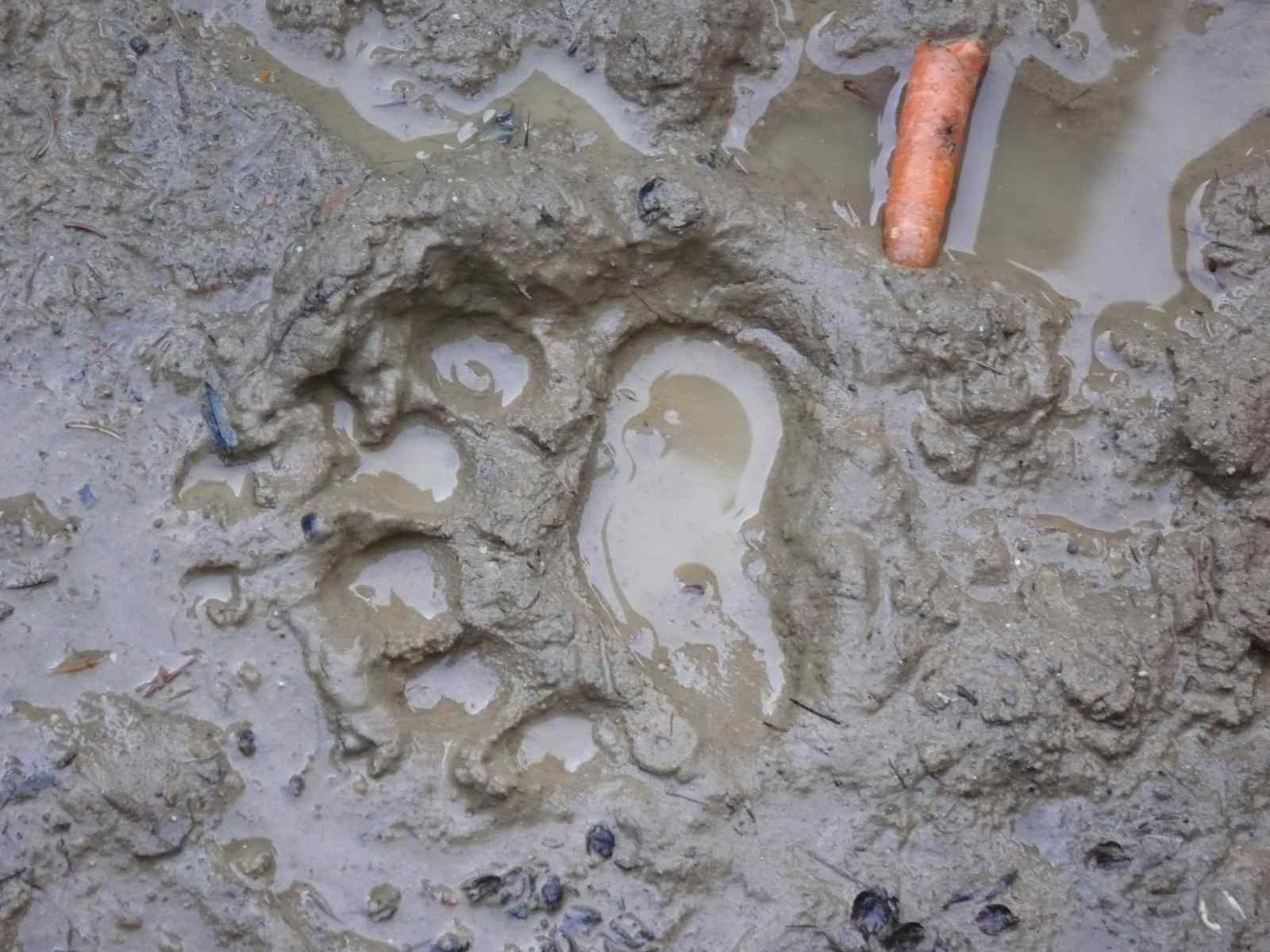
Impronta di zampa anteriore.

Gli orsi vengono attratti dalle fonti di cibo create dall'uomo, come le discariche di rifiuti, i bidoni della spazzatura, i cassonetti e gli apiari (dove contrariamente alla comune credenza non sono attratti tanto dal miele quanto dalle larve di ape), e si avventurano in cerca di cibo nelle abitazioni umane o nelle stalle, se queste sono situate nei pressi del loro habitat. Negli U.S.A., gli orsi talvolta uccidono e divorano animali da fattoria. Quando gli orsi cominciano ad associare le attività umane con una «fonte di cibo» si fanno più coraggiosi e allora crescono le probabilità di incontri con l'uomo e se questi animali vengono allontanati possono di nuovo farsi vivi nello stesso luogo. Il detto «un orso nutrito è un orso morto» è entrato nell'uso quotidiano per diffondere l'idea che permettere agli orsi di rovistare tra i rifiuti umani, così come nei bidoni dell'immondizia e negli zaini dei campeggiatori, nei mangimi per animali e in altre fonti di cibo che portano l'orso a un contatto con l'uomo, può causare la morte all'orso stesso.
Per tenere lontani gli orsi dagli ambienti umani gli animali sono stati spostati in altre zone, ma questo non ha affrontato il problema che per l'orso l'uomo equivale a una fonte di cibo, né ha risolto le situazioni ambientali che hanno portato l'orso ad abituarsi all'uomo. «Porre un orso in un ambiente usato da altri orsi può portare a una competizione e a conflitti sociali, con il risultato del ferimento o della morte dell'orso meno dominante».
Il parco nazionale di Yellowstone, un'enorme riserva situata negli Stati Uniti occidentali, costituisce un ambiente importantissimo per l'orso grizzly (Ursus arctos horribilis), ma a causa dell'enorme numero di visitatori gli incontri uomo-orso sono comuni, pertanto è vivamente consigliato dal parco la dotazione personale legale di bombolette spray al peperoncino . La bellezza paesaggistica dell'area ha portato a un afflusso di persone in essa. Inoltre, poiché in alcune remote aree di Yellowstone vi sono così tanti orsi ricollocati lì da altre zone, e poiché i maschi tendono a dominare il centro della zona di ricollocamento, le orse tendono a essere spinte ai margini dei confini e oltre. Il risultato è che una grossa percentuale degli orsi che sono stati uccisi per motivi di sicurezza pubblica sono femmine. Questo crea un problema ulteriore per una specie già minacciata. Negli U.S.A. l'orso grizzly viene ufficialmente classificato come «minacciato». Sebbene questo problema sia più significativo dei grizzly, affligge anche altri tipi di orso bruno.

### Aggressioni
In Nordamerica vi è una media di due attacchi fatali ogni anno. In Scandinavia, negli ultimi 100 anni vi sono stati solamente quattro casi in cui degli uomini sono stati uccisi dagli orsi. Gli attacchi avvengono solitamente se l'orso è ferito o se un uomo incontra un'orsa con i piccoli. Alcuni tipi di orso, come l'orso polare, attaccano più facilmente l'uomo quando sono in cerca di cibo, mentre l'orso nero americano è molto meno aggressivo.
Il progetto di Ricerca sull'Orso Scandinavo classifica le seguenti situazioni come potenzialmente pericolose:
1. Incontrare un orso ferito
2. La comparsa improvvisa di un uomo
3. Incontrare un orso nella sua grotta
4. Incontrare un orso che è stato provocato

In Italia il Ministero dell'ambiente con Decreto direttoriale n. 1810 del 5 novembre 2008 e successive integrazioni ha istituito un piano d'azione per la conservazione dell'orso bruno, prevedendo interventi specifici a seconda delle situazioni, evidenziate nella seguente tabella:
| Grado | Atteggiamento dell'animale | Azioni di controllo leggere | Azioni di controllo energiche |
| ----- | --- | --------------------------- | ----------------------------- |
| 1     | orso scappa immediatamente dopo un incontro ravvicinato                                                                                        |                             |                               |
| 2     | orso si solleva sulle zampe posteriori durante un incontro                                                                                     |                             |                               |
| 3     | orso si allontana dalla sua area di frequentazione abituale                                                                                    | a                           |                               |
| 4     | orso viene ripetutamente avvistato | a                           |                               |
| 5     | orso staziona in vicinanza di apiari, allevamenti di bestiame o capi incustoditi                                                               | a-b-c-d-h-g                 | i                             |
| 6     | orso frequenta le vicinanze di case da monte e baite isolate                                                                                   | a-b-e-d-h-g                 | i                             |
| 7     | orso viene ripetutamente avvistato a brevi distanze                                                                                            | a-b-h-g                     | i                             |
| 8     | orso staziona in zone attraversate da strade e sentieri frequentati                                                                            | a-b-h-g                     | i                             |
| 9     | orso causa continui danni lontano da strutture abitate                                                                                         | a-b-f-h-g                   | i                             |
| 10    | orso causa danni nelle immediate vicinanze di abitazioni                                                                                       | a-b-e-f-h-g                 | i                             |
| 11    | orso si lancia in un falso attacco perché colto di sorpresa, per difendere i propri piccoli o per difendere la sua preda                       | a-b-h-g                     | i                             |
| 12    | orso è ripetutamente segnalato vicino a fonti di cibo di origine antropica                                                                     | a-b-c-e-f-h-g               | i                             |
| 13    | orso è ripetutamente segnalato in centro residenziale o nelle immediate vicinanze di abitazioni stabilmente in uso                             | h-g                         | i-j-k                         |
| 14    | orso provoca danni ripetuti a patrimoni per i quali l'attivazione di misure di prevenzione e/o di dissuasione risulta inattuabile o inefficace | g                           | i-j-k                         |
| 15    | orso attacca (con contatto fisico) per difendere i propri piccoli, la propria preda o perché provocato in altro modo                           | a                           | i-j-k                         |
| 16    | orso segue intenzionalmente persone | a-b                         | i-j-k                         |
| 17    | orso cerca di penetrare in abitazioni, anche frequentate solo stagionalmente                                                                   |                             | i-j-k                         |
| 18    | orso attacca (con contatto fisico) senza essere provocato                                                                                      |                             | i-j-k                         |

Leggenda delle azioni di controllo :
a) intensificazione del monitoraggio (nel caso di orso radiocollarato);
b) informazione:ai proprietari e/o custodi del bestiame domestico ai proprietari e/o frequentatori abituali di baite isolate ai possibili frequentatori dell’area (turisti,cercatori di funghi, ecc.);
c) stabulazione notturna degli ovini, caprini e bovini in stalla e altre misure di protezione;
d) celere rimozione degli animali morti in alpeggio;
e) gestione oculata dei rifiuti organici, con eventuale adeguamento dei contenitori e discariche;
f) messa in opera di strutture idonee a prevenire i danni provocati dal plantigrado (recinzioni elettriche);
g) attivazione di un presidio, inteso come permanenza in zona della Squadra d'emergenza orso;
h) condizionamento allo scopo di ripristinare la diffidenza nei confronti dell’uomo e delle sue attività: s'intende l'intervento diretto sull'animale con il quale si provvede a condizionarlo;
i) cattura con rilascio allo scopo di spostamento e/o radiomarcaggio;
j) cattura per captivazione permanente;
k) abbattimento.

## Minacce per la sopravvivenza
L'orso bruno è un animale la cui presenza può entrare in conflitto con l'uomo e con le sue attività economiche, soprattutto nelle regioni densamente popolate e dove gli ambienti scelti da questo animale vanno a sovrapporsi con le aree utilizzate per l'allevamento, l'agricoltura e l'apicoltura poiché, essendo un opportunista a livello alimentare, trova comodo utilizzare queste risorse alternative di cibo. L'orso bruno non è da considerarsi un animale aggressivo e pericoloso, poiché ha solitamente un comportamento schivo e tende a evitare il più possibile gli incontri con l'uomo. Tuttavia può capitare che alcuni esemplari di orso prendano confidenza con l'uomo e le sue attività antropiche diventando «confidenti», ma tuttavia non sono da considerarsi pericolosi in quanto generalmente non sviluppano comportamenti aggressivi. I casi di aggressione accertati sono sempre descritti come situazioni limite, spesso causati dall'uomo con l'avvicinamento ad animali feriti o intrappolati, a femmine accompagnate da piccoli, oppure disturbando orsi presso i siti di svernamento o di alimentazione, ovvero circostanze in cui l'orso vede nell'uomo un pericolo o un competitore all'accesso a una fonte di cibo. Generalmente il comportamento scelto in caso di incontro accidentale con l'uomo è la fuga.

### Status legale
- L'orso grizzly, chiamato talvolta orso dal dorso argentato, viene classificato come minacciato negli Stati Uniti continentali. Sta comunque attualmente ripopolando lentamente le aree dove era stato sterminato in passato, sebbene sia ancora vulnerabile.
- L'orso grizzly della California (Ursus arctos californicus) scomparve dallo Stato della California nel 1922, quando venne ucciso l'ultimo esemplare nella contea di Tulare, ma è ancora presente sulla bandiera di stato della California. Quest'orso viene inoltre citato nei nomi delle squadre sportive dell'Università della California di Berkeley (i California Golden Bears) e dell'Università della California di Los Angeles (gli UCLA Bruins) e nella mascotte dell'Università della California di Riverside (Scottie the Bear, che indossa un kilt scozzese).
- L'orso grizzly messicano viene classificato come specie minacciata, ma forse è estinto.
- In Canada, viene classificato come vulnerabile in Alberta, Columbia Britannica, Territori del Nordovest e Territorio dello Yukon. Le popolazioni di prateria di orso grizzly sono considerate estinte in Alberta, Manitoba e Saskatchewan.
- L'orso bruno è una specie protetta europea ed è quindi protetto in tutta l'Unione europea.
- L'orso bruno è inoltre l'animale nazionale della Russia, della Finlandia e della Slovenia.

## Cultura di massa
Gli orsi sono stati soggetti popolari nell'arte, nella letteratura, nel folklore e nella mitologia. L'immagine della madre orsa era prevalente in tutte le società del Nord America e dell'Eurasia, basata sulla devozione e la protezione della femmina per i suoi cuccioli. Le prime pitture rupestri di orsi risalgono al Paleolitico, con oltre 100 dipinti registrati. Gli orsi bruni spesso figurano nella letteratura europea e nordamericana come "carini e coccolosi", in particolare quella scritta per bambini. "L'orso bruno della Norvegia" è una fiaba scozzese che racconta le avventure di una ragazza che sposò un principe trasformato magicamente in un orso e che riuscì a riportarlo in forma umana con la forza del suo amore dopo molte prove e tribolazioni. Con "Riccioli d'oro e i tre orsi", una storia dall'Inghilterra, i tre orsi sono solitamente raffigurati come orsi bruni. Nei paesi di lingua tedesca, ai bambini viene spesso raccontata la fiaba di "Biancaneve e Rosarossa"; il bel principe in questa fiaba è stato trasfigurato in un orso bruno. Negli Stati Uniti, i genitori spesso leggono ai loro bambini in età prescolare il libro Orso bruno, orso bruno, cosa vedi? per insegnare loro i loro colori e come sono associati ai diversi animali. Smokey Bear, la famosa mascotte del Servizio forestale degli Stati Uniti, è stata utilizzata fin dagli anni '40 per educare le persone sui pericoli degli incendi boschivi causati dall'uomo.
Gli orsi bruni sono stati ampiamente presenti nella cultura dei nativi americani e sono considerati sacri. Per impedire allo spirito di un orso di fuggire dopo essere stato ucciso, il popolo Denaa gli tagliava tutte e 4 le zampe. Ritardavano il consumo di carne di orso bruno, a causa della convinzione che lo spirito dell'orso fosse sopraffatto nelle uccisioni fresche. Inoltre, i membri della comunità che indossavano collane con artigli d'orso erano molto rispettati, poiché indossarne una era visto come un segno di coraggio e onore. Si credeva che il rumore causato dallo scuotimento ripetuto di queste collane portasse poteri terapeutici. Nella cultura Haida, una leggenda narra che un matrimonio tra una donna e un orso grizzly diede inizio alla discendenza del popolo nativo. Si pensa che questo abbia permesso agli Haida di prosperare nel paese degli orsi.